# Rade Lacković
Rade Lacković (Раде Лацковић) este un cântăreț foarte popular în Serbia și Bosnia, dar și foarte puțin în România.
Sa născut în Klenje, Serbia.
A susținut un concert la Ljubljana în noaptea de anul nou 2001-2002 pentru care a primit 20.000 de mărci germane, moneda care de a doua zi, 1 ianuarie 2002 nu mai era valabilă.

## Discografie
Rade Lackovic 1994 - 2004
1994:   Zalim
1. Mene lazu
2. Zaigralo ludo srce
3. Posle tebe nikog nemam
4. Zelim
5. Nestace tuge
6. Pijan za stolom
7. Ja od tuge pijem
8. Hej cure male

1995:   Baš su šašavi tvoji caršafi
1. Bas su sasavi tvoji carsafi
2. Ni na nebu ni na zemlji
3. Glavu gore nase zvezde sjaje
4. Ne ide ne ide
5. Odlazim majko
6. Saputnice moja lazna
7. Trazim malo mira
8. Oj jelece

1997:   Da sam srecan nebih pio
1. Srce bezi
2. Gde nevera lezi
3. Ne kuni sto si voljela
4. A ja uvek gresim
5. Vrati se zivote
6. Caso razbi se
7. Nestace tuge
8. Da sam srecan nebi pio
9. Mene lazu

1998:  Jedini lek
1. Jedini lijek
2. On te svojom zove
3. Ozeni se sine
4. Srce bezi
5. Pusti price
6. Kao da sam stranac
7. Rane moje
8. Vrijeme je za pokajanje
9. Mozda ove noci

1999:   Zalice kafane
1. Zalice kafane
2. Posle svega
3. Mozda je bila sudbina(Hodaju gradom srecnici)
4. Dosao sam stobom u veliki grad
5. Kose tebi neda zalud zivi
6. Kucka
7. Ziva dusa pa ne slusa
8. Damije jos jedan dan

2001:   Nije mi žao
1. Daje srece
2. Druze
3. Rekli su mi da si plakala
4. Nije mi zao
5. Tebi je svejedno
6. Nikada
7. Voljeti te nije lako
8. Pijem psujem ludujem

2002:   Carobna ženo
1. Bog ti dao sve
2. Carobna zeno
3. Zatvorite vrata od kafane
4. Idi dok si mlada
5. Proklet nek je prsten
6. Posljednje pijanstvo
7. A sta sutra
8. Nekrijem

2003:   Ziva nebila
1. U nedra mi sipaj vina
2. Ziva nebila
3. Nepricaj mi o njoj
4. Tako mi treba
5. Crni labude
6. Jedna ljubav nocas umire
7. lose sam rame za plakanje
8. Najljepse zene

2004:   Da ima ljubavi
1. Da ima ljubavi
2. Moja si
3. Nazdravite al bez mene
4. Behar
5. Lazem sebe
6. Ne mogu da verujem
7. Sve neka ide meni na dusu
8. Godine me nisu promenile

2005:   Bomba
1. Ceo grad me zenio sa tobom
2. Devojka ko ona
3. Bomba
4. Nemoj da mi radis to
5. Molitva
6. Rulet ljubavi
7. Magija
8. Zavedena, opijena

2006 - Pojačaj radio
1. Pojačaj radio
2. Otkud ti pravo
3. Šta imam ja od toga
4. Ne laži mamu
5. Devojačko ludilo
6. Nikada nikog nisam tako voleo
7. Navika
8. Daleko je Australija